# Kempischebrug
De Kempischebrug was een brug in het Antwerpse havengebied op de rechteroever van de Schelde, in de zogenaamde oude haven. De brug lag over de verbindingsgeul tussen het Kempischdok en het Houtdok.
De Kempischebrug was een draaibrug aangedreven door waterdruk met een doorvaartbreedte van 15 meter. De brug zelf is verwijderd en er rest slechts een open vaargeul. Er is een plan om de brug door een nieuwe te vervangen.
Albertbrug · Asiabrug · Berendrechtbrug · Boudewijnbrug · Droogdokbrug · Farnesebrug · Frederik Hendrikbrug · Kattendijkbrug · Kempischebrug · Kruisschansbrug · Lefèbvrebrug · Lillobrug · Londenbrug · Luikbrug · Meestoofbrug · Melselebrug · Mexicobrug · Nassaubrug · Noorderlaanbrug · Noordkasteelbrug · Noordlandbrug · Oosterweelbrug · Oudendijkbrug · Petroleumbrug · Royersbrug · Siberiabrug · Straatsburgbrug · Van Cauwelaertbrug · Willembrug · Wilmarsdonkbrug · Zandvlietbrug · Ophaalbrug Merksem Groot Dok · Ophaalbrug Merksem Klein Dok